# Cercle des XV
De Cercle des XV was een Brusselse kunstenaarsvereniging uit het interbellum.
De "Cercle des XV" werd gesticht in 1918. De initiatiefnemer was Paul Colin, die toen directeur was van de Galerie Georges Giroux.
De bedoeling was het organiseren van exposities met werk van leden-kunstenaars en het organiseren van lezingen en concerten.
Dit alles ging door in de Galerie Georges Giroux. Zoals zovele kunstenaarsverenigingen was de "Cercle des XV" geen lang leven beschoren: In 1922 hield de kring ermee op.
Beeldende kunstenaars die lid waren van de "Cercle des XV" waren: Jos Albert, Jean Brusselmans, R. Capouillé, Philibert Cockx, Charles Counhaye, Charles Dehoy, Anne-Pierre De Kat, F.-G. Fontaine, Henri Leroux, Médard Maertens, Willem Paerels, Roger Parent, Ferdinand Schirren, Léon Spilliaert en Jos Verdegem. 
Ze hadden een eigen publicatie: L'Art Libre.